# Pack, Voitsberg
Pack là một đô thị thuộc huyện Voitsberg thuộc bang Steiermark, nước Áo. Đô thị Pack, Voitsberg có diện tích 39,06 km², dân số thời điểm cuối năm 2005 là 477 người.